# Rodrigo Fabri
Pour les articles homonymes, voir Fabri.
Rodrigo Fabri est un footballeur brésilien né le 15 janvier 1976 à Santo André (État de São Paulo).

## Carrière
- 1994-1997 : Portuguesa de Desportos,  Brésil
- 1997      : CR Flamengo,  Brésil
- 1998      : Real Madrid,  Espagne
- 1999      : Real Valladolid,  Espagne
- 1999-2000 : Sporting Portugal,  Portugal
- 2001-2003 : Grêmio Porto Alegre,  Brésil
- 2003-2004 : Atlético de Madrid,  Espagne
- 2004-2005 : Atlético Mineiro,  Brésil
- 2006      : São Paulo FC,  Brésil
- 2007      : Paulista FC,  Brésil

## Palmarès
- Distinctions individuelles:
  - Meilleur buteur du championnat du Brésil en 2002
  - « Ballon d'argent brésilien » en 1996 et 1997